# Tolstrup Kirke (Brønderslev Kommune)
 For alternative betydninger, se Tolstrup Kirke (Horsens Kommune).
Tolstrup Kirke ligger i landsbyen Tolstrup ca. 4 km NV for Brønderslev (Region Nordjylland). Våbenhus er sengotisk, tårn blev nybygget i 1937.

## Eksterne kilder og henvisninger
- Wikimedia Commons har flere filer relateret til Tolstrup Kirke (Brønderslev Kommune)
- Tolstrup Kirke hos de4kirker.dk
- Tolstrup Kirke hos KortTilKirken.dk